# Alles helt
Alles helt (originaltitel: Everyone's Hero) er en animationsfilm fra 2006, instrueret af Colin Brady, Christopher Reeve og Dan St. Pierre, den sidste film, der involverede Reeve-ægtefællerne (Christopher og Dana) inden deres død i henholdsvis 2004 og 2006.

## Handling
Den 10-årige baseball-fan Yankee Irving er altid den sidste, der står tilbage, når der skal vælges hold. Men da Babe Ruths berømte bat bliver stjålet under verdensmesterskabet i 1932, springer Yankee til for at hjælpe sit elskede idol med at få det tilbage. Yankee tager på en vild rejse tværs over USA og undervejs lærer han, hvad det er, der gør nogle mennesker til helte, og hvor vigtigt det er  at værne om ægte venskaber. 

## Medvirkende
| Rolle            | Engelsk         |
| ---------------- | --------------- |
| Yankee Irving    | Jake T. Austin  |
| Screwie          | Rob Reiner      |
| Darlin           | Whoopi Goldberg |
| Lefty Maginnis   | William H. Macy |
| Napoleon Cross   | Robin Williams  |
| Marti Brewster   | Raven-Symoné    |
| Rosetta Brewster | Cherise Boothe  |
| Lonnie Brewster  | Forest Whitaker |
| Stanley Irving   | Mandy Patinkin  |
| Emily Irving     | Dana Reeve      |
| Mr. Robinson     | Robert Wagner   |
| Babe Ruth        | Brian Dennehy   |
| Tubby            | Gideon Jacobs   |